# I Cry
"I Cry" to czwarty singel amerykańskiego rapera Flo Ridy z jego czwartego albumu studyjnego zatytułowanego Wild Ones. Singel wydany został 18 września 2012 roku przez wytwórnię Atlantic Records w Stanach Zjednoczonych. Nakręcono do niego także teledysk, którego reżyserią zajął się Marc Klasfeld. Utwór dotarł do szczytu list przebojów w Finlandii oraz Norwegii.

## Notowania
| Lista (2012)                             | Najwyższa pozycja |
| ---------------------------------------- | ----------------- |
| Australia (Top 50 Singles)               | 3                 |
| Austria (Ö3 Austria Top 40)              | 6                 |
| Belgia (Flandria) (Ultratop 50 Singles)  | 8                 |
| Belgia (Wallonia) (Ultratop 50 Singles)  | 19                |
| Czechy (Singles Digital – Top 100)       | 7                 |
| Dania (Track Top-40)                     | 8                 |
| Finlandia (Top 20 Singles)               | 1                 |
| Francja (Top 200 Singles)                | 9                 |
| Kanada (Billboard Canadian Hot 100)      | 9                 |
| Niemcy (Top 100 Singles)                 | 10                |
| Irlandia (Top 50 Singles)                | 12                |
| Holandia (Single Top 100)                | 34                |
| Nowa Zelandia (Top 40 Singles)           | 4                 |
| Norwegia (Top 20 Singles)                | 1                 |
| Słowacja (Singles Digital)               | 6                 |
| Szwecja (Top 60 Singles)                 | 17                |
| Szwajcaria (Singles Top 100)             | 9                 |
| Wielka Brytania (Singles Top 100)        | 3                 |
| Stany Zjednoczone (Hot 100)              | 9                 |
| Stany Zjednoczone (Pop Songs)            | 10                |
| Stany Zjednoczone (Rap Songs)            | 2                 |
| Stany Zjednoczone (Hot Dance Club Songs) | 43                |
| Węgry (Dance Top 40 lista)               | 15                |
| Węgry (Rádiós Top 40 játszási lista)     | 10                |